# Uppstartsbolag

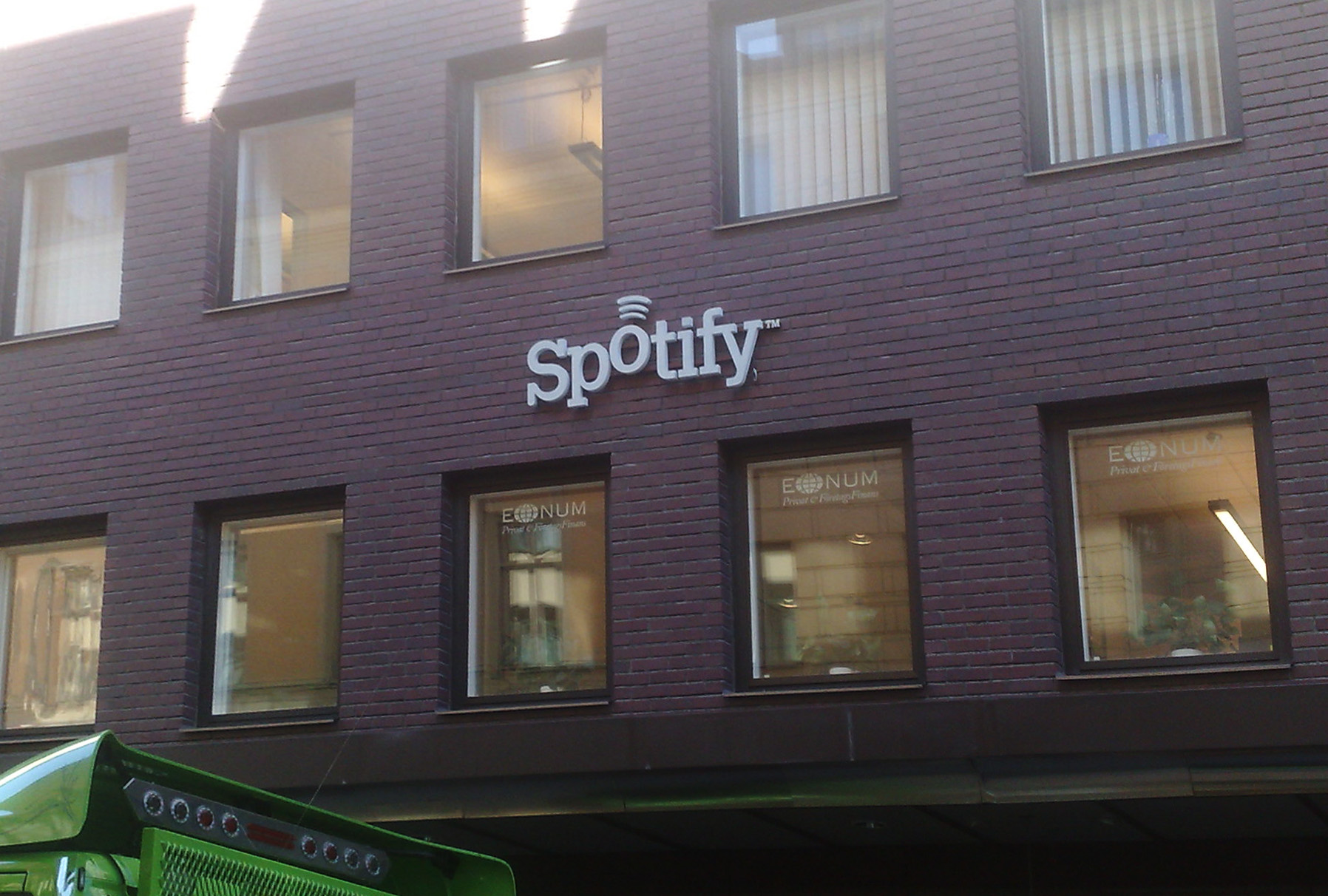
Spotify är ett exempel på ett svenskt uppstartsbolag.

Uppstartsbolag, även startupbolag, är bolag i tidigt skede som precis påbörjat sin verksamhet, med en skalbar affärsmodell som siktar på att växa verksamheten snabbt. Bolagen kännetecknas av effektiv utveckling av produkten och kort period från start till marknadslansering, en taktik som är nödvändig med den kortsiktiga finansieringen som de har. Dessutom är uppstartsbolag aggressiva gentemot konkurrenter som de vill klå, eller fokuserade på att skapa produkter eller tjänster inom områden där de saknas en marknadsplats.

## Beskrivning
Uppstartsbolag startas av upphovspersoner som tycker sig ha en lösning på ett problem eller åtminstone identifierat en möjlighet som bör undersökas. Sedan följer en marknadsundersökning eller involverade parter, som mynnar ut i en produkt- eller tjänstprototyp som kan testas och visas upp. Med en plan för en första lansering kan man börja utveckla. I detta skede söker många pengar för kunna öka utvecklingstakten, men även rådgivning eller inkubatorhjälp är vanligt. När man produkten är utvecklad lanserar man och försöker bygga en stadig affär där bolaget går med vinst. Annars kan man behöva tänka om, och lansera flertal gånger eller byta fokus helt, dvs man itererar över grundtanken med företaget.
Många uppstartsbolag verkar inom teknikbranschen och där räknas det med att endast en till två av tio bolag som det investeras i kommer att bli en framgång. Under 2019 investerades 22 miljarder kronor i svenska uppstartsbolag. För att komma igång med sin verksamhet krävs investeringar och då fyller riskkapitalbolagen en viktig funktion när de går in i ett tidigt skede och därmed möjliggör snabb utveckling och tillväxt. Bland de som går in med pengar i riskkapitalbolagens fonder finns i Sverige  pensionerade affärsmän, framgångsrika IT-entreprenörer, förmögna familjer och institutionella investerare som Skandia och de statliga Sjätte AP-fonden. En allt större del av investeringarna görs också av internationella investerare.
Ett vanligt mål med uppstartbolag är att erbjuda ägarna en exit. Det innebär att ägarna ges möjlighet att sälja sina aktier vidare. Det är också på det sättet som finansiärerna erhåller sin avkastning på investerat kapital. En exit sker vanligen genom att sälja vidare till andra risk-kapital bolag eller genom att notera bolaget på börsen. Det är inte ovanligt att ägare som har blivit förmögna genom en exit blir investerare i nya bolag.
En möjlighet att träffa såväl entreprenörer och risk-kapitalister är under evenemangent Slush som ordnas i slutet av året i Helsingfors. Det har vuxit till att bli ett av världens största evenemang för uppstart-bolag.

## Exempel på uppstartsbolag
- Spotify
- Izettle
- Klarna
- Truecaller
- Wolt